# Glacier Barne
Le glacier Barne est un glacier qui descend du versant ouest du mont Erebus, sur l'île de Ross en Antarctique. Il se situe entre le cap Royds et le cap Barne.
Découvert par l'expédition Discovery (1901-1904) de Robert Falcon Scott, il fut nommé par l'expédition Nimrod (1907-1909) d'après Michael Barne, second lieutenant de l'expédition Discovery. Le cap Barne est à proximité de ce glacier.